# Lasiophila gita
Lasiophila gita är en fjärilsart som beskrevs av John Smart 1975. Lasiophila gita ingår i släktet Lasiophila och familjen praktfjärilar. Inga underarter finns listade i Catalogue of Life.